# گلاریول ماداگاسکار
گلاریول ماداگاسکار (نام علمی: Glareola ocularis) نام یک گونه از سرده گلاریول‌ها است.